# Jean Coutu (acteur)
Pour les articles homonymes, voir Coutu et Jean Coutu.
Jean Coutu est un acteur et réalisateur québécois né à Montréal le 31 mars 1925 et décédé le 1er novembre 1999 à Montréal à l'âge de 74 ans. Il est le père de la comédienne Angèle Coutu.

## Biographie
Jean Coutu est né à Montréal le 31 mars 1925. Il est le fils de Joseph Coutu et de Godefrine Fusay. Il grandit chez son grand-père maternel Ernest Fusay, qui fut le premier ingénieur canadien français de Montréal. En 1933, lui et sa famille déménagent en Abitibi pour une durée de quatre ans. Il fit des études à l'École des Beaux-Arts au début des années 1940. 
Jean Coutu a été membre des Compagnons de Saint-Laurent dès 1942.
Il a eu une longue et fructueuse carrière mais on se souvient de lui pour son célèbre rôle du Survenant (dans la série éponyme, Le Survenant) qu'il a incarné à la télévision de 1954 à 1960.
Il fut porte-parole pendant quelques années des cigarettes Rothman.
Au début des années 1990, Jean Coutu anime Dossiers mystère à Télévision Quatre-Saisons, une adaptation québécoise de l'émission américaine Unsolved Mysteries présentée par Robert Stack.

## Vie personnelle
Il prend pour épouse en 1945 Madeleine Morin qu'il a connue pendant ses études à l'École des Beaux-Arts qui lui donnera une fille, la comédienne Angèle Coutu. Il se marie une seconde fois avec Monique Garneau qui lui donnera un fils, Sylvain et une fille, Pascale et en 1989 il se marie une troisième fois avec Madeleine Gouin, qu'il a rencontré pour la première fois en 1975.
Le 1er novembre 1999, à l'âge de 74 ans, il meurt à Greenfield Park. Sa sépulture est située dans le Cimetière Notre-Dame-des-Neiges, à Montréal.

## Filmographie

### comme Acteur
- 1944 : Le Père Chopin
- 1951 : Le Rossignol et les Cloches : René
- 1953 - 1957 : La Famille Plouffe (série télévisée) : Ti-Mé Plouffe
- 1954 : Le Voleur de rêves
- 1954 - 1960 : Le Survenant (série télévisée) : Le Survenant
- 1954 - 1960 : Toi et moi (série télévisée)
- 1955 : L'Avocat de la défense
- 1955 - 1956 : Je me souviens (série télévisée) : Louis XIV
- 1958 - 1959 : Je vous ai tant aimé (série télévisée) : Michel Mirbeau
- 1959 - 1961 : En haut de la pente douce (série télévisée) : Aimé « Ti-Mé » Plouffe
- 1959 - 1963 : Le Grand Duc (série télévisée)
- 1960 - 1964 : Filles d'Ève (série télévisée) : Jean Turgeau
- 1961 : Nomades du Nord (Nikki, Wild Dog of the North) : Andre Dupas
- 1961 - 1962 : Histoires extraordinaires : Melmoth réconcilié (Melmoth) et La Barrique d'amontillado (rôle inconnu)
- 1961 : Sous le signe du lion (série télévisée) : Beaujeu Martin
- 1962 - 1963 : Le Petit Monde du Père Gédéon (série télévisée) : Aimé « Ti-Mé » Plouffe
- 1962 : Louis-Hippolyte Lafontaine : Louis-Hippolyte La Fontaine
- 1964 - 1965 : Monsieur Lecoq (série télévisée) : Maurice d'Escorval
- 1965 - 1970 : Cré Basile (série télévisée) : Désiré Beauparlant
- 1967 : Cet animal étrange (téléthéatre)
- 1967 - 1968 : Chez le père Gédéon (série télévisée) : Ti-Mé
- 1970 - 1978 : Les Berger (série télévisée) : Éric Marsan
- 1970 - 1977 : Symphorien (série télévisée) : Marcel Sansouci
- 1971 : Pile ou Face (L'Amour en communauté en France) : Gunther
- 1971 : 7 fois... par jour : Adam Lafontaine
- 1972 : L'Apparition : Timé
- 1972 : La Course du lièvre à travers les champs : Inspector
- 1972 : Les Colombes : M. Ferland
- 1972 : Quelques arpents de neige
- 1973 : And I Love You Dearly : Jacques Langlois
- 1973 : La Maîtresse : Jacques Langlois
- 1977 : Panique : Raymond St-Jacques
- 1977 - 1979 : Faut le faire (série télévisée) : Denis Girard
- 1977 - 1980 : Jamais deux sans toi (série télévisée)
- 1978 : La Rose des sables (téléthéâtre) : Le père Dominique
- 1980 - 1983 : Marisol (série télévisée) : Marc-Antoine Bouchard
- 1981 : Week-end (série télévisée) : Phonse Brochu
- 1983 - 1985 : Belle Rive (série télévisée) : Phonse Brochu
- 1985 - 1986 : L'Or du temps (série télévisée) : Philippe DeBray
- 1987 : Le Frère André : Père Dion

### comme Réalisateur
- 1974 : Après 5 ans
- 1975 : Richesse à sauver